# Krzysztof Toboła
Krzysztof Toboła (ur. 1963 w Kodniu nad Bugiem, zm. 9 czerwca 2008 w Dusznikach Zdroju) – polski karykaturzysta, satyryk i ilustrator.
Z wykształcenia był plastykiem, ukończył Liceum Sztuk Plastycznych w Opolu. Był Członkiem Stowarzyszenia Polskich Malarzy i Grafików, Stowarzyszenia Polskich Artystów Karykatury. Brał udział w licznych wystawach rysunku satyrycznego w kraju i za granicą. Laureat wielu nagród m.in. podwójny laureat konkursu organizowanego przez Muzeum Karykatury i Miasta Stołecznego Warszawy z okazji 400-lecia Stołeczności Warszawy. W wyborach samorządowych w 2007 roku został wybrany radnym Miasta i Gminy Police.
Jesienią 2007 r. z rąk podsekretarza stanu Ministerstwa Rolnictwa i Rozwoju Wsi otrzymał Odznakę honorową „Zasłużony dla Rolnictwa”. Był autorem pierwszych w kraju komiksów reklamowych o tematyce rolniczej.
Prace Krzysztofa Toboły publikowały m.in.:
- Wieści Polickie
- Głos Szczeciński
- Gazeta Goleniowska
- Echo Stargardu
- Twój Dobry Humor
- Poznaniak
- Super Express
- Dobry Humor
- NIE
- Życie